# حب، موت وروبوتات
حب، موت وروبوتات (بالإنجليزية: Love, Death & Robots)‏ أو حب موت + روبوتات (بالإنجليزية: LOVE DEATH + ROBOTS)‏هو مسلسل رسوم متحركة للكبار على نتفليكس. تم عرض الموسم الأول الذي يتكون من 18 حلقة في يوم 15 مارس 2019.المسلسل من إنتاج جوشوا دونن،ديفيد فينشر،جنيفر ميلر وتيم ميلر.

## روابط خارجية
- حب، موت وروبوتات على موقع IMDb (الإنجليزية)
- حب، موت وروبوتات على موقع ميتاكريتيك (الإنجليزية)
- حب، موت وروبوتات على موقع روتن توميتوز (الإنجليزية)
- حب، موت وروبوتات على موقع نتفليكس (الإنجليزية)
- حب، موت وروبوتات على موقع فيلمافينيتي (الإسبانية)
- حب، موت وروبوتات على موقع كينوبويسك (الروسية)
- حب، موت وروبوتات على موقع ألو سيني (الفرنسية)
- حب، موت وروبوتات على موقع قاعدة بيانات الفيلم (الإنجليزية)